# Atomové šachy
Atomové šachy jsou varianta šachu. Pravidla jsou stejná jako pro normální šachy s výjimkou braní. Při braní se odstraní nejen sebraný kámen, ale i kámen, který bral, a dále všechny figury nacházející se v bezprostřední blízkosti tohoto pole (nahoru, dolů, doleva, doprava i šikmo) kromě pěšců. Braní se tak podobá jakémusi výbuchu, který ničí vše kolem, a od toho má tato šachová varianta své jméno. Tahy, které by způsobily odstranění (výbuch) vlastního krále, nejsou dovoleny. Znamená to, že žádný král nemůže zajmout soupeřovu figurku, protože by sám sebe vyhodil do vzduchu. 
Hra je mnohem dynamičtější, než v běžném šachu, a bílý má díky iniciativě spojené s právem prvního tahu na počátku partie značnou výhodu, takže se černý zpočátku zpravidla musí úporně bránit. Například již po tahu 1. Jf3 se černý musí bránit (1. ... e5 nebo 1. ... f6), jinak se jezdec z f3 příštím tahem dostane do blízkosti černého krále a dámy a bude schopen explodovat některý kámen v jejich blízkosti, a tím vyhrát partii.